# Ghodżiabad
Ghodżiabad – wieś w Iranie, w ostanie Azerbejdżan Zachodni, w szahrestanie Mahabad. W 2006 roku liczyła 305 mieszkańców.